# Gertrud Leupi

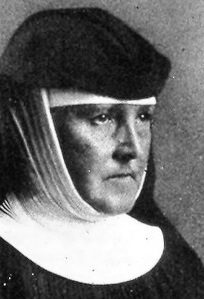
Sr. Gertrud Leupi OSB

Gertrud Leupi (* 1. März 1825 in Wikon; † 26. März 1904 ebenda) war eine Schweizer Benediktinerin und Klostergründerin.

## Leben und Werk

### Maria Rickenbach
Gertrud Leupi entstammte einer Bauernfamilie, die 1846 nach Luzern umzog. Sie trat 1848 in das Kloster Baldegg in Baldegg ein und legte 1850 die Profess ab. Sie wurde zur Lehrerin ausgebildet und unterrichtete im zisterziensischen Kloster Frauenthal, sowie im benediktinischen Kloster Engelberg. 1857 verließ sie die Baldegger Schwestern und gründete mit anderen in Niederrickenbach das Kloster Maria Rickenbach, das die Ewige Anbetung pflegte. 1858 wurde sie zur Oberin gewählt. Das (heute noch bestehende) Kloster eröffnete 1859 ein Mädchenpensionat, das 1981 geschlossen wurde.

### Missouri und South Dakota
Das benachbarte Benediktinerkloster Engelberg, das die Gründung gefördert hatte, griff 1873 in die Vereinigten Staaten aus (Abtei Conception im Bundesstaat Missouri) und forderte zur Unterrichtung der Kinder deutscher Auswanderer die Benediktinerinnen von Maria Rickenbach an. Oberin Leupi schickte 1874 Schwester Anselma Felber (1843–1883) zur Gründung des Clyde Monastery (Nodaway County) und ging 1879 (unter Niederlegung ihres Leitungsamtes in Maria Rickenbach) selbst in die Staaten, zuerst (in der Nähe von Conception und Clyde) nach Maryville, Missouri, dann, zur besseren Kooperation mit Bischof Martin Marty, nach South Dakota, 1883 nach Zell (Faulk County) und 1887 nach Yankton (Sacred Heart Monastery, bestehend).

### Marienburg Wikon
1891, als Yankton bereits über 60 Schwestern zählte, kehrte sie in die Schweiz zurück, kaufte mit Hilfe ihres Neffen und Pfarrers Josef Leupi das Schloss Wikon und gründete dort als Erziehungs- und Missionsinstitut das Kloster Marienburg Wikon, wo sie Schwestern für die Mission in den Vereinigten Staaten ausbildete. 1904 starb sie im Alter von 79 Jahren. Das Kloster wurde im März 2019 aufgegeben, die letzten Benediktinerinnen zogen in das umgebaute Frauenkloster St. Andreas in Sarnen. Die Klosteranlage wurde Ende 2019 verkauft.